# Max Steiner
Maximilian Raoul Walter Steiner (Viena; 10 de mayo de 1888 - Hollywood, California; 28 de diciembre de 1971), conocido como Max Steiner, fue un compositor austriaco de música de cine, considerado junto con Victor Young y Alfred Newman como el padre del sinfonismo clásico estadounidense. Es curioso observar como de los diez compositores más destacados de dicha época solo dos son estadounidenses; esto repercutirá en los motivos musicales de las composiciones, siendo claramente música tardorromántica y basada en los cánones establecidos por los compositores europeos.

## Biografía
Maximilian Steiner nació en Viena en 1888, donde se formó musicalmente, estudiando en la academia musical vienesa con personajes como Gustav Mahler. Pronto se ligó a la opereta vienesa, creando grandes composiciones y siendo reconocido públicamente de manera importante. Pero los ataques de la Primera Guerra Mundial le obligaron a trasladarse a Estados Unidos, donde se pondrá a trabajar en Broadway, consiguiendo igual de rápido su éxito. 
Su trabajo en la orquesta de Rio Rita fue el motivo para que sea llamado por Hollywood, con el fin de adaptar dicha obra, de la cual ya no se separará hasta su muerte. Comenzó en la compañía discográfica RKO, y su éxito con la partitura de King Kong (M. C. Cooper y E. Schoedsack, 1933) junto con su amistad con el productor David O. Selznick le hizo abandonar dicha productora; pero él necesitaba trabajar con una empresa más potente que pudiera soportar el volumen y nivel de trabajo que era capaz de desarrollar. Llegó así a Warner Bros., donde se convirtió en director y voz cantante del departamento musical hasta su retirada y su posterior muerte en 1971 en la tierra que le consagró, Hollywood. 
Era un maestro y un precursor del sello del cine estadounidense, la música enmarcadora, invisible pero capaz de potenciar de manera significativa el sentido de las imágenes. Por todo ello merece un lugar privilegiado entre los compositores musicales de cine. 
Escribió composiciones para más de trescientas películas, de las cuales una de las más representativas es Lo que el viento se llevó (V. Fleming, 1939). Además es el filme preconizador del fin del sinfonismo clásico siendo a su vez su máxima expresión. 
En él, se llegan a crear hasta dieciséis leitmotiv que sonarán cada vez que aparezcan los personajes o temas e incluso cuando se habla de ellos,era impresionante. (como sucede en la secuencia del diálogo de la ventana, que se sucede en el baile, donde al hablar de la guerra se introduce su leitmotiv). Es destacable como este hecho de atribuir un leitmotiv a objetos inanimados es pionero y de gran importancia puesto que Tara y la Guerra son de enorme valor para el desarrollo de la historia, convirtiéndose Tara en el elemento sobre el que gira toda la historia (esto se pondrá de relieve en la escena tan famosa de «A Dios pongo por testigo...» donde surge de manera esplendorosa su leitmotiv). También hace uso de los sonidos onomatopéyicos, como es el caso de la secuencia del ataque, con cañones, de Atlanta donde se da una amplificación de los sonidos con sentido dramático. 
Hay que destacar la composición realizada para The Searchers (Más corazón que odio o Centauros del desierto) (J. Ford, 1956), una de las diez mejores obras cinematográficas de todos los tiempos, donde la música se convierte en el aparato que pone de relieve las imágenes, es decir, descubre sin crear significados nuevos. Esta presencia musical no sería del agrado de John Ford, puesto que él abogaba por una transparencia total en la que lo visual se convierta en el único conductor de la historia. Ford prefería trabajar con Alfred Newman, pero no se puede negar la gran composición musical realizada por Max Steiner. 
En definitiva, Steiner es la máxima representación del sinfonismo clásico y fuente de inspiración de los grandes compositores de hoy día pertenecientes al sinfonismo autorreferencial, como pueden ser: John Williams (Tiburón, Star Wars, ET, etcétera), James Horner (Titanic, Leyendas de pasión, etc.), Basil Poledouris (Conan el Bárbaro, La caza del Octubre Rojo, etc.), entre otros. 
Se estableció en Hollywood hacia 1929, cuando empezó el cine sonoro y, consigo, la música en las películas. Es uno de los grandes compositores de bandas sonoras, con obras maestras de la talla de Lo que el viento se llevó, precursora de la inclusión del leitmotiv o tema musical dedicado a un personaje o situación concretos, King Kong, o la música adicional para Casablanca, entre otras. Estuvo nominado al Óscar en 20 ocasiones, obteniéndolo en 3 ocasiones por El delator (1935), La extraña pasajera (1942) y Desde que te fuiste (1944).
En el caso de "La extraña pasajera" (al menos) incorpora junto a su música temas de Chaikovski, como de la sexta sinfonía, sin que aparezca el nombre de este compositor ruso en ninguno de los créditos de la película.

## Filmografía
- 1932 - La melodía de la vida
- 1932 - Hollywood al desnudo
- 1932 - Ave del paraíso
- 1933 - King Kong
- 1933 - Hacia las alturas
- 1933 - Son of Kong
- 1933 - Anna Vickers
- 1933 - Gloria de un día
- 1934 - Cautivo del deseo (Of Human Bondage)
- 1934 - La alegre divorciada (nominado al Óscar)
- 1934 - La patrulla perdida (nominado al Óscar)
- 1935 - El delator (Óscar a la mejor banda sonora)
- 1935 - Roberta
- 1935 - Break of Hearts (Corazones rotos)
- 1935 - Sombrero de copa (solamente director musical)
- 1936 - Sigamos la flota (solamente director musical)
- 1936 - El jardín de Alá (nominado al Óscar)
- 1936 - María Estuardo
- 1936 - La carga de la Brigada Ligera (nominado al Óscar)
- 1936 - El pequeño lord Fauntleroy
- 1937 - The Life of Emile Zola (nominado al Óscar)
- 1937 - Aquella mujer (That Certain Woman)
- 1937 - Ha nacido una estrella (A Star Is Born)
- 1937 - Kid Galahad	(con Heinz Roemheld)
- 1938 - Jezabel (Jezebel) (nominado al Óscar)
- 1938 - Escuela de delincuentes
- 1938 - The Amazing Dr. Clitterhouse, de Anatole Litvak
- 1938 - Ángeles con caras sucias
- 1939 - Oklahoma Kid
- 1939 - Lo que el viento se llevó (nominado al Óscar)
- 1939 - Intermezzo
- 1939 - Dodge City
- 1939 - Amarga victoria (nominado al Óscar)
- 1940 - Camino de Santa Fe
- 1940 - Oro, amor y sangre
- 1940 - La carta (nominado al Óscar)
- 1941 - Murieron con las botas puestas
- 1941 - El sargento York (nominado al Óscar)
- 1942 - La extraña pasajera (Óscar a la mejor música de filme dramático)
- 1943 - Casablanca (nominado al Óscar)
- 1943 - Watch on the Rhine (Vigilancia en el Rin)
- 1944 - Pasaje a Marsella
- 1944 - Arsénico por compasión
- 1944 - Desde que te fuiste (Óscar a la mejor música de filme dramático)
- 1944 - Las aventuras de Mark Twain (nominado al Óscar)
- 1945 - Rhapsody in Blue (con Ray Heindorf) (nominado al Óscar)
- 1946 - Noche y día (con Ray Heindorf) (nominado al Óscar)
- 1946 - El sueño eterno
- 1947 - Life with Father (nominado al Óscar)
- 1947 - My Wild Irish Rose (con Ray Heindorf) (nominado al Óscar)
- 1948 - El tesoro de Sierra Madre
- 1948 - Cayo Largo
- 1948 - Belinda	(nominado al Óscar)
- 1949 - El manantial
- 1949 - Al rojo vivo
- 1949 - Más allá del bosque (nominado al Óscar)
- 1950 - El halcón y la flecha (nominado al Óscar)
- 1951 - La fuerza de las armas
- 1951 - La luz brilló dos veces
- 1951 - Cerca de mi corazón
- 1952 - Mara Maru
- 1952 - El honor del capitán Lex
- 1952 - El Milagro de Nuestra Señora de Fátima (nominado al Óscar)
- 1952 - El cantante de jazz (con Ray Heindorf) (nominado al Óscar)
- 1953 - Cumbres doradas (con Ray Heindorf)
- 1953 - El muchacho de Oklahoma
- 1954 - El talismán
- 1954 - El motín del Caine (nominado al Óscar)
- 1955 - Más allá de las lágrimas (nominado al Óscar)
- 1956 - The Searchers (Más corazón que odio o Centauros del desierto)
- 1957 - La esclava libre
- 1959 - El árbol del ahorcado
- 1959 - FBI contra el imperio del crimen
- 1959 - En una isla tranquila al sur (A Summer Place)
- 1960 - Misión en la jungla
- 1960 - Imperio de titanes
- 1961 - Susan Slade
- 1961 - Parrish
- 1963 - Fiebre en la sangre
- 1964 - Una trompeta lejana
- 1964 - Una mujer espera

## Premios y distinciones
Premios Óscar
| Año  | Categoría                                              | Película                               | Resultado |
| ---- | ------------------------------------------------------ | -------------------------------------- | --------- |
| 1935 | Mejor orquestación                                     | La patrulla perdida                    | Nominado  |
| 1939 | Mejor orquestación                                     | Jezabel                                | Nominado  |
| 1940 | Mejor banda sonora original                            | Amarga victoria                        | Nominado  |
| 1940 | Mejor banda sonora original                            | Lo que el viento se llevó              | Nominado  |
| 1941 | Mejor banda sonora original                            | La carta                               | Nominado  |
| 1942 | Mejor banda sonora                                     | Sergeant York                          | Nominado  |
| 1943 | Mejor banda sonora de una película dramática o comedia | La extraña pasajera                    | Ganador   |
| 1944 | Mejor banda sonora de una película dramática o comedia | Casablanca                             | Nominado  |
| 1945 | Mejor banda sonora de una película dramática o comedia | Desde que te fuiste                    | Ganador   |
| 1945 | Mejor banda sonora de una película dramática o comedia | Las aventuras de Mark Twain            | Nominado  |
| 1947 | Mejor banda sonora de una película dramática o comedia | Noche y día                            | Nominado  |
| 1948 | Mejor banda sonora de una película dramática o comedia | Recursos de mujer                      | Nominado  |
| 1948 | Mejor orquestación de una película musical             | My Wild Irish Rose                     | Nominado  |
| 1949 | Mejor banda sonora de una película dramática o comedia | Belinda                                | Nominado  |
| 1950 | Mejor banda sonora de una película dramática o comedia | Más allá del bosque                    | Nominado  |
| 1951 | Mejor banda sonora de una película dramática o comedia | El halcón y la flecha                  | Nominado  |
| 1953 | Mejor banda sonora de una película dramática o comedia | El Milagro de Nuestra Señora de Fátima | Nominado  |
| 1953 | Mejor orquestación de una película musical             | El cantante de jazz                    | Nominado  |
| 1955 | Mejor banda sonora de una película dramática o comedia | El motín de Caine                      | Nominado  |
| 1956 | Mejor banda sonora de una película dramática o comedia | Más allá de las lágrimas               | Nominado  |

Festival Internacional de Cine de Venecia
| Año  | Categoría                            | Película                  | Resultado |
| ---- | ------------------------------------ | ------------------------- | --------- |
| 1948 | Premio Ossella la mejor banda sonora | El tesoro de Sierra Madre | Ganador   |